# 메트로래비츠 H.P.
메트로래비츠 H.P.(メトロラビッツH.P.)는 헬로! 프로젝트의 멤버들로 구성된 킥 베이스볼 팀이다.

## 감독 · 코치

### 감독
- 미즈카미 요시오 (전 지바 롯데 마린스)

### 코치
- 야하기 고이치 (전 홋카이도 닛폰햄 파이터스)

## 선수
갓타스 브릴리언티스 H.P.에 소속되지 않은 모닝구무스메와 비유덴(2008년 6월 29일 해산)의 멤버들로 구성되었다(단, 오가와만 이전 참가한 경험 있음).
- 다나카 레이나, 등번호 1※
- 다카하시 아이, 등번호 9 - 캡틴※
- 니이가키 리사, 등번호 29※
- 미요시 에리카, 등번호 34※
- 미치시게 사유미, 등번호 37※
- 쿠스미 코하루 등번호 77※

## 헬로! 프로젝트졸업일
- 2009년:미요시 에리카&오카다 유이(3월 31일에졸업), 쿠스미 코하루(12월 6일에졸업)
- 2011년:다카하시 아이(9월 30일에졸업)
- 2012년:니이가키 리사(5월 18일에졸업)
- 2013년:다나카 레이나(5월 21일에졸업)
- 2014년:미치시게 사유미(11월 26일에졸업)

### 졸업 선수
- 오가와 마코토, 등번호 22, 2006년 8월 27일 졸업
- 오카다 유이, 등번호 18※, 2010년 6월 30일 졸업
- 카메이 에리, 등번호 7, 2010년 12월 15일 졸업

## 활동
- 2006년 1월, 팀 결성을 발표.
- 2006년 2월, 연습 개시. 다음달 3월 19일의 시합까지 5번 연습을 가짐.
- 2006년 3월 19일, Hello! Project SPORTS FESTIVAL 2006에서, 도호쿠 라쿠텐 골든이글스의 주최로 그해 2~3월에 미야기현에서 여자 초등학생 48개팀이 참가하여 열린《하로프로컵 킥 베이스 대회》에서 우승한 초등학생 6학년 팀인《후나쇼우 리틀쉽》과 대전하였지만, 경기 결과 3-24로 패하였다.
- 2006년 6월 17일,《제2회 하로프로컵 킥 베이스 대회 in 센다이》의 시범경기에서 이 대회 예선 탈락팀에서 추첨된 초등학생팀과 대전하여, 경기 결과 3-1로 첫승리를 거두었다.
- 2006년 7월 5일, 이날 발매된 주간 TV 가이드 (도쿄 뉴스 통신사) 7월 14일자호에, 이 잡지에 연재중인《100% 하로프로》에《메트로래비츠 좌담회》제1탄이 게재되었다 (다카하시, 미치시게, 오카다가 참가).
- 2006년 7월 26일, 이날 발매된 주간 TV 가이드 (도쿄 뉴스 통신사) 8월 4일자호에, 이 잡지에 연재중인《100% 하로프로》에《메트로래비츠 좌담회》제2탄이 게재되었다 (오가와, 카메이, 다나카가 참가).
- 2006년 8월 2일, 이날 발매된 주간 TV 가이드 (도쿄 뉴스 통신사) 8월 11일자호에, 이 잡지에 연재중인《100% 하로프로》에《메트로래비츠 좌담회》제3탄이 게재되었다 (미요시, 니이가키, 쿠스미가 참가).
- 2006년 8월 27일, 오가와 마코토가 졸업.
- 2010년 6월 30일, 오카다 유이가 졸업.
- 2010년 12월 15일, 카메이 에리가 졸업.

## 출연

### 텔레비전
- 무스메DOKYU! (테레비도쿄) (2006년 3월 3일-7일, 10일-14일, 17일, 30일-31일, 6월 21일, 7월 5일)

## 그 외
- 센다이에서의 시합 이후, 사실상 활동을 정지하고 있다. 그 때문에, 향후 활동해도 Hello! Project SPORTS FESTIVAL만되는 모습이지만, 이벤트 자체도 개최할 예정이 없기 때문에, 자연 소멸한 모습이라고도 말할 수 있다.